# Santa Prisca (Taxco)

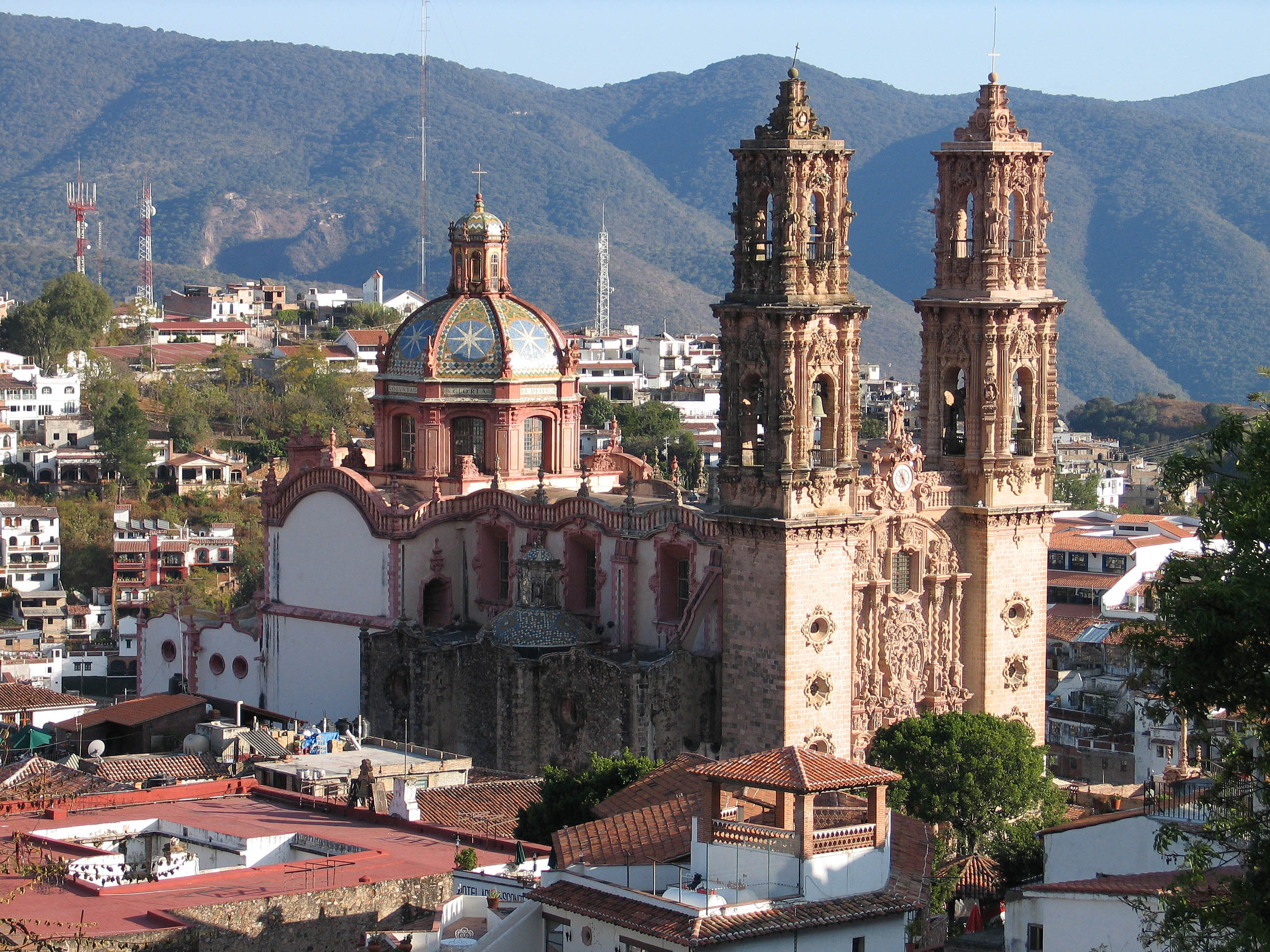
Kirche Santa Prisca in Taxco

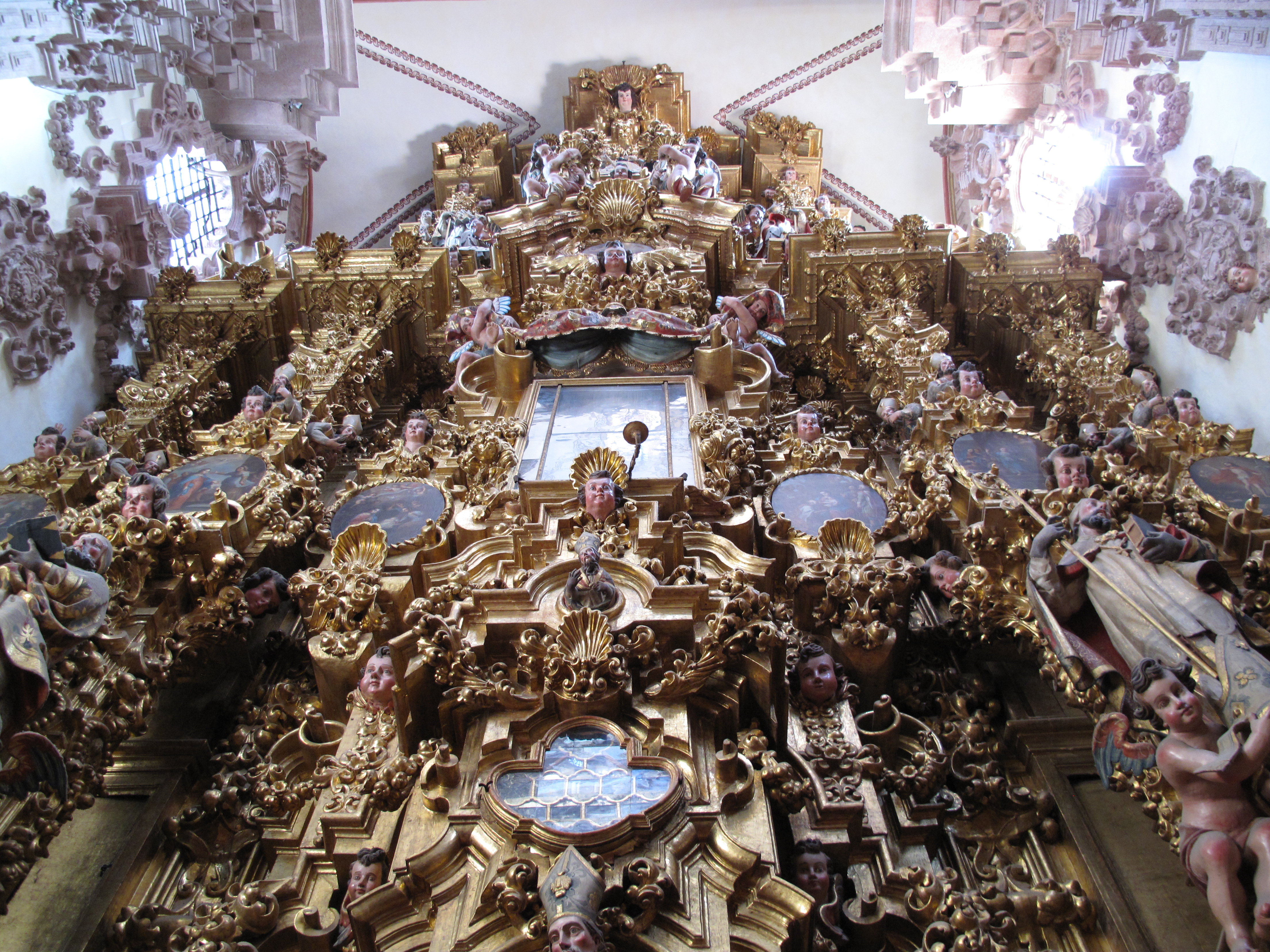
Hauptaltar

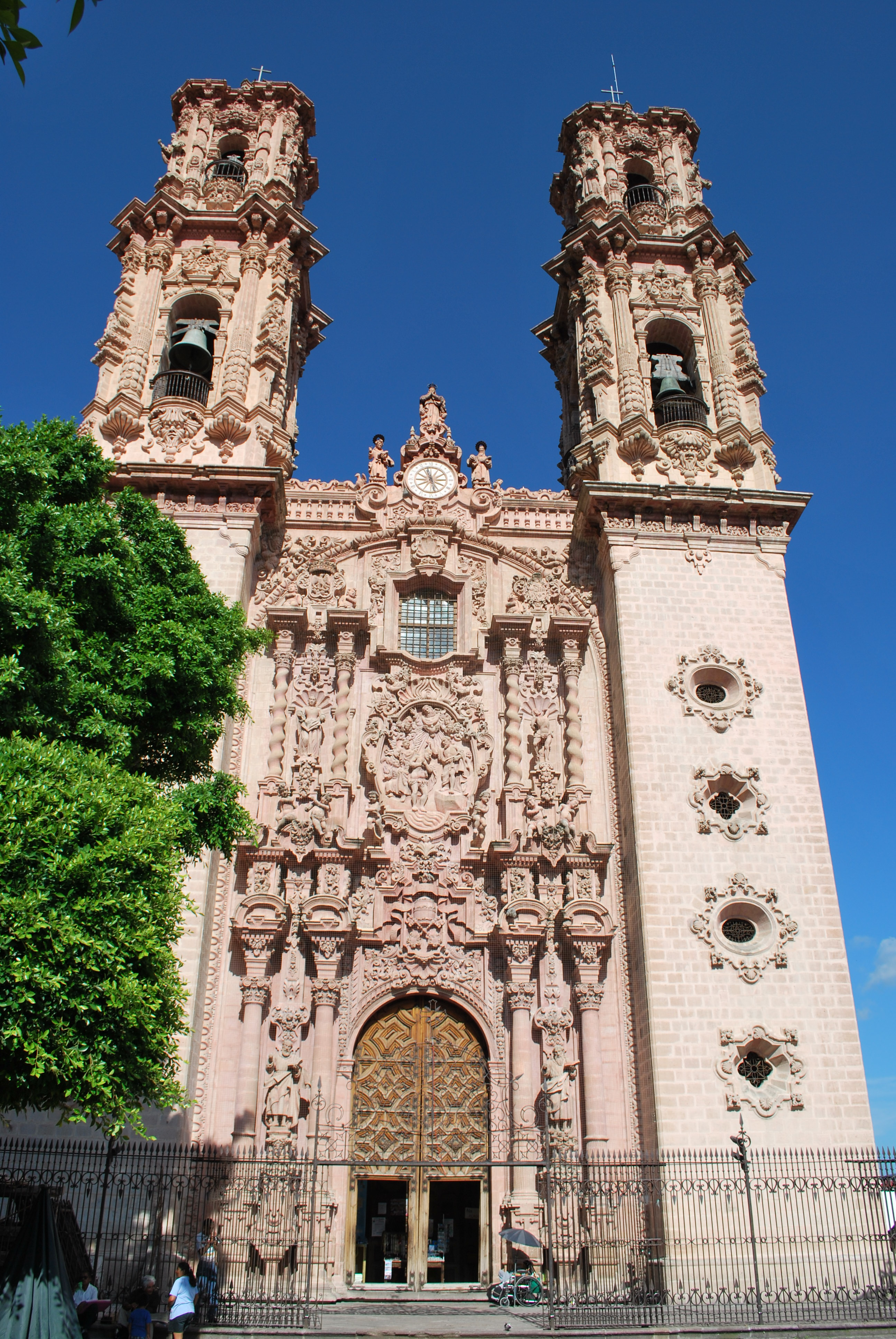
Hauptfassade mit Zwillingstürmen

Santa Prisca und San Sebastián (meist nur Santa Prisca) ist eine Kirche in der mexikanischen Stadt Taxco de Alarcón im Norden des Bundesstaates Guerrero. Sie ist für ihre spätbarocke Kolonialarchitektur bekannt und zählt zu den schönsten Kirchen Lateinamerikas. Sie steht seit dem Jahr 2001 auf der Tentativliste des UNESCO-Welterbes.

## Baugeschichte und Weihe
Im Jahr 1751 gab José de la Borda, der in der Umgebung von Taxco mehrere Silberminen besaß und mit ihnen ein Vermögen gemacht hatte, den Auftrag zum Bau der Kirche, den er komplett aus seinem eigenen Vermögen finanzierte. Die im selben Jahr von den besten Architekten, Malern und Bildhauern des Landes begonnenen Arbeiten erstreckten sich über einen Zeitraum von sieben Jahren. Im Jahr 1758 wurde die Kirche am 15. März 1759 vom Erzbischof von Manila, Manuel Antonio Rojo del Río Lubián y Vieyra, geweiht und unter den Schutz der Heiligen Santa Prisca und San Sebastián gestellt, deren Figuren die Seiten des Hauptaltars flankieren.

## Architektur
Die Kirche befindet sich direkt am Zócalo (Plaza Borda), dem Hauptplatz im Stadtzentrum. Sie besteht aus rosarotem Sandstein und ist sowohl im Äußeren als auch in der Innenausstattung ein bedeutendes Beispiel für den reich verzierten barocken Stil des Churriguerismus. Als Architekt wird der spanischstämmige Cayetano de Sigüenza genannt, aber auch von einem Diego Durán Berruecos ist die Rede.
Die oberen Hälften der ca. 95 m hohen Zwillingstürme ebenso wie das nach Westen ausgerichtete Eingangsportal sind mit kunstvollen Bildhauerarbeiten, Skulpturen, Säulen und Ornamenten geschmückt. Unmittelbar über dem Haupteingang befindet sich ein Relief der Taufe Jesu, die symbolisch zum Aufstieg ins ewige Leben führt und im konkreten Fall den Aufstieg ins Innere der Kirche bedeutet.
Das Innere der Kirche ist einschiffig, verfügt aber über mehrere Seitenkapellen; die Vierung ist von einer auf einem durchfensterten Tambour ruhenden, aber insgesamt eher schmucklosen Kuppel bedeckt.

## Ausstattung
Das Innere der Kirche ist mit einer ganzen Reihe von überaus prächtigen vergoldeten Altären im Churriguera-Stil ausgestattet, als deren Schöpfer die als Waisenkinder spanischer Eltern in Mexiko geborenen und aufgewachsenen Isidoro Vicente de Balbás († 1783) und sein Bruder Luis gelten. Die Orgel stammt aus derselben Zeit. Darüber hinaus beherbergt die Sakristei der Kirche eine Galerie bedeutender Persönlichkeiten der Geschichte von Taxco sowie zwei Gemälde von Miguel Cabrera, dem bedeutendsten mexikanischen Maler im 18. Jahrhundert,.